# Гладыш обыкновенный
Гладыш обыкновенный (лат. Notonecta glauca) — вид пресноводных клопов из семейства гладышей (Notonectidae).

## Описание
Взрослые насекомые достигают длины 15 мм. Надкрылья выпуклые, брюшко плоское. Окраска может варьировать в зависимости от цвета дна водоёма, в котором живёт насекомое. Преобладают зеленовато-бурые оттенки, причём брюшко темнее надкрыльев, так как насекомое плавает в толще воды на спине. К брюху гладыша прижат хоботок, которым он прокалывает тело жертвы. Последняя пара ног — гребные — длиннее других и густо опушена щетинками.
Вид распространён во всей Европе и России до Восточной Сибири. Обитает в стоячих водоёмах. Питается соками водных животных и вредит молодым рыбкам. Зиму проводит в спячке в иле.

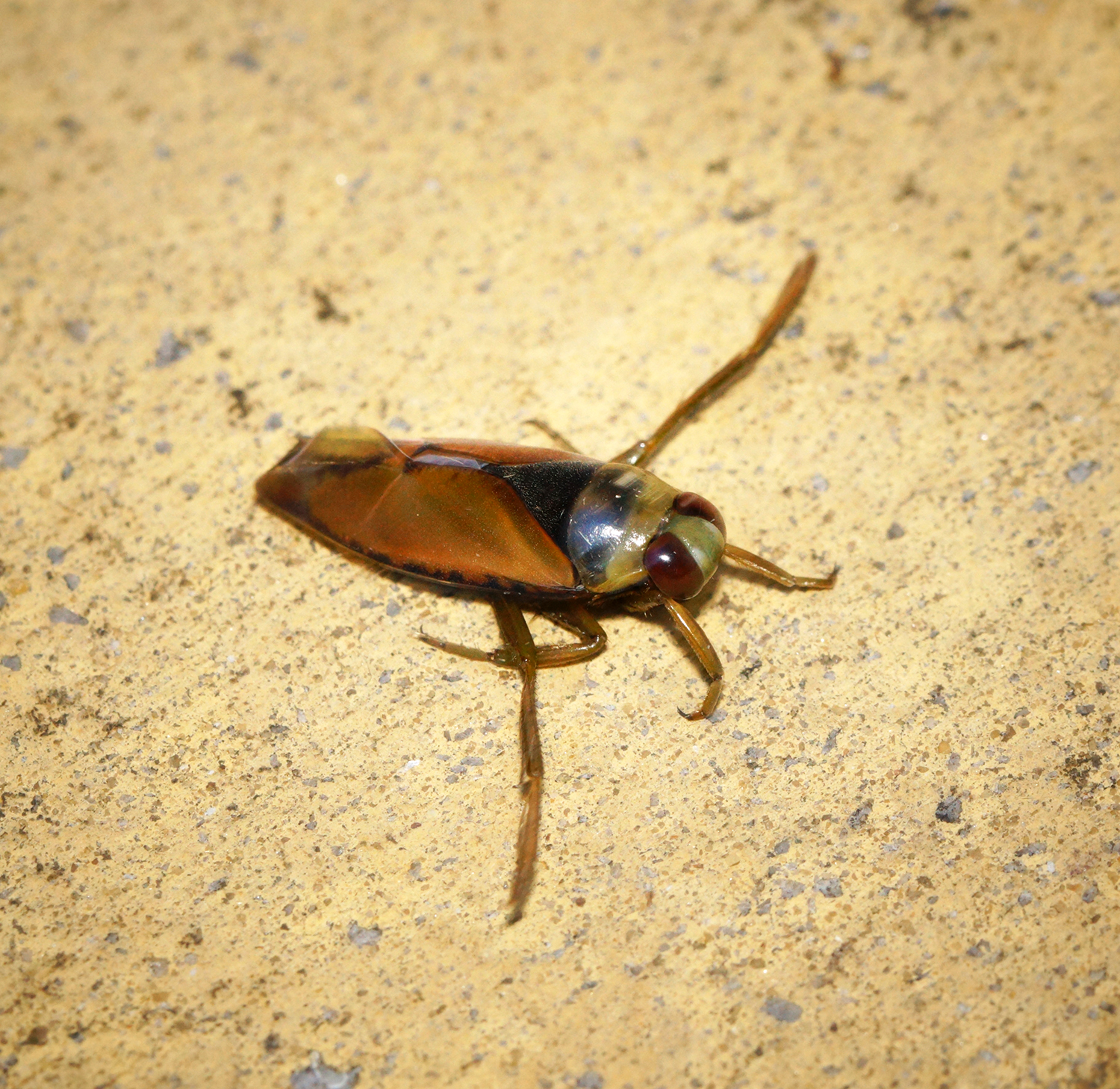

По поверхности земли насекомое передвигается неуклюже, цепляясь за её неровности двумя передними парами ног. Большую часть времени гладыш находится у самой поверхности воды в характерной позе, вниз головой — выставив задний конец брюшка над водой для дыхания.
Под водой гладыш может пробыть до 8 минут. Хорошо летает, преимущественно ночью. Таким образом происходит их расселение. Нападает не только на других насекомых, но и мальков рыб. Укол его хоботка может быть болезненным для человека. Выбрав жертву, клоп настигает её, прокалывает хоботком покровы и впрыскивает внутрь пищеварительную жидкость. Через некоторое время хищник высасывает парализованную жертву. Весной самки откладывают около 200 яиц в ткани водных растений. Личинка гладыша похожа на взрослое насекомое за исключением размеров и отсутствием крыльев.